# Driftwood (1947)
Driftwood is een Amerikaanse dramafilm uit 1947 onder regie van Allan Dwan. In Nederland werd de film destijds uitgebracht onder de titel Jenny de wees.

## Verhaal
Het weesmeisje Jenny redt een Schotse herdershond, die een vliegramp heeft overleefd. Op de halsband van de hond staat geschreven dat ze op weg is naar een laboratorium, waar haar bloed zal worden gebruikt voor de ontwikkeling van een entstof tegen vlektyfus. Dokter Steve Webster van het lab besluit zowel Jenny als de hond te adopteren. Door een ruzie met de burgemeester wordt het lab van dokter Webster vernield. De vlektyfus ontsnapt en Jenny raakt besmet.

## Rolverdeling
| Acteur              | Personage             |
| ------------------- | --------------------- |
| Ruth Warrick        | Susan Moore           |
| Walter Brennan      | Murph                 |
| Dean Jagger         | Dr. Steve Webster     |
| Charlotte Greenwood | Mathilda              |
| Natalie Wood        | Jenny Hollingsworth   |
| Jerome Cowan        | Burgemeester Snyder   |
| H.B. Warner         | Dominee Hollingsworth |
| Margaret Hamilton   | Essie Keenan          |
| Hobart Cavanaugh    | Rechter Beckett       |
| Francis Ford        | Abner Green           |
| Alan Napier         | Dr. Nicholas Adams    |
| Howland Chamberlain | Hiram Trumbell        |
| James Bell          | Sheriff Bolton        |
| Teddy Infuhr        | Lester Snyder         |
| James Kirkwood      | Dominee MacDougal     |